# Venirauto Industrias

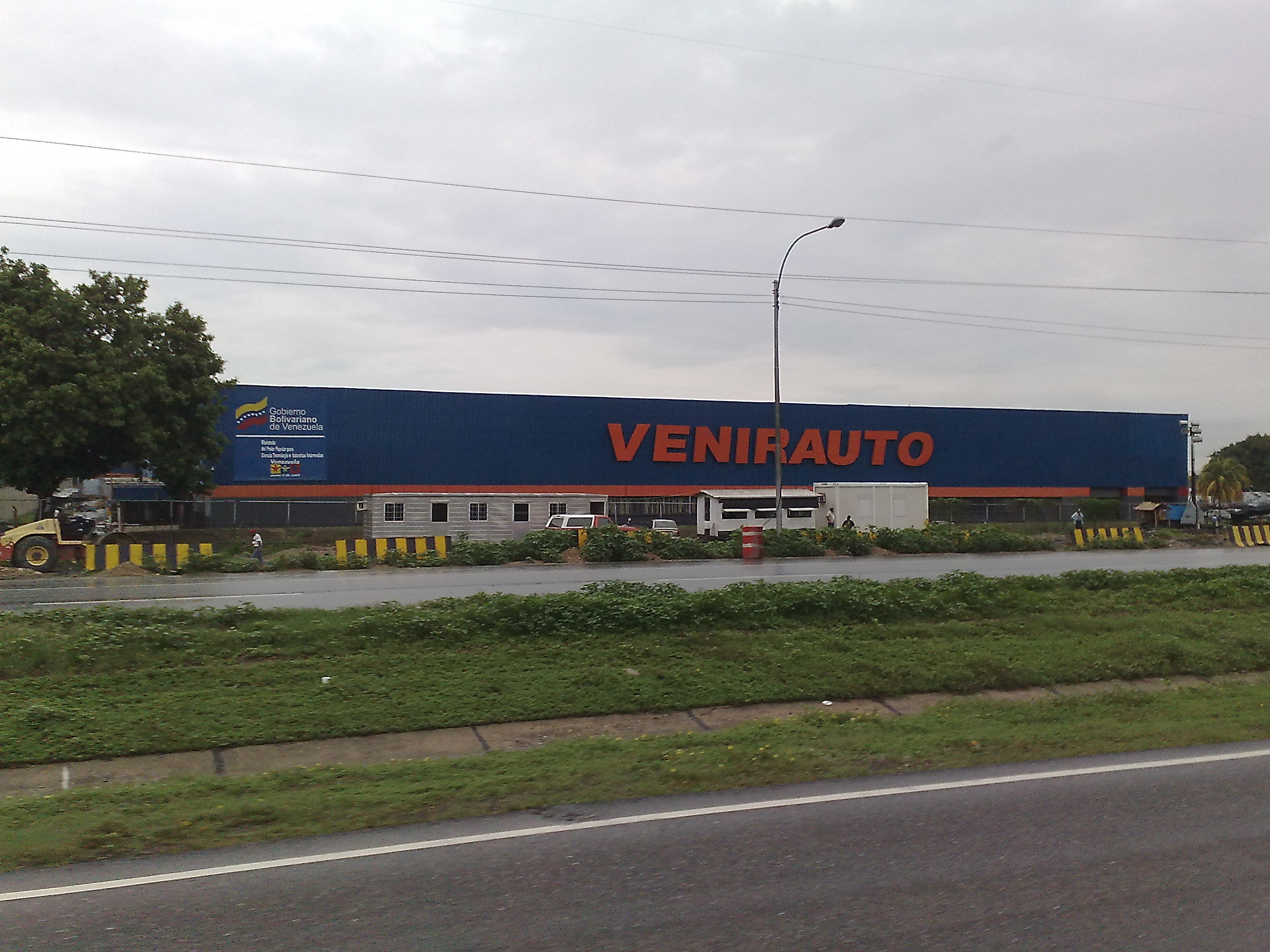
Das Werk von Venirauto Industrias

Ein Logo des Unternehmens

Venirauto Industrias C.A. ist ein Hersteller von Automobilen aus Venezuela.

## Unternehmensgeschichte
Das Unternehmen wurde am 3. November 2006 in Maracay gegründet. Es steht in Verbindung mit Iran Khodro und SAIPA aus dem Iran. Die Produktion von Automobilen begann 2007. Der Markenname lautet Venirauto. Anfang 2012 waren 470 Mitarbeiter beschäftigt. Antonio Perez Suarez ist der Präsident.

## Fahrzeuge
Im November 2016 bestand das Angebot aus den Pkw-Modellen Turpial und Centauro. Beide wurden bereits 2007 eingeführt.
Der Turpial basiert auf dem Kia Pride und ist eine viertürige Limousine.  Ein Vierzylindermotor mit 1323 cm³ Hubraum und 62,5 PS Leistung treibt die Fahrzeuge an. Bei einem Radstand von 2345 mm beträgt die Länge 3935 mm und die Höhe 1455 mm.
Der Centauro entspricht dem IKCO Samand, der auf dem Peugeot 405 basiert.
Das Fahrzeug ist 4935 mm lang und 1460 mm hoch. Das Leergewicht ist mit 1285 kg angegeben.

## Produktionszahlen
2011 entstanden 3773 Automobile. Für 2012 waren 8000 Fahrzeuge geplant. Am 20. Juni 2015 feierte der damalige Präsident Francisco Espinoza die Fertigstellung des Fahrzeugs Nummer 20.000.